# ネナド・ジモニッチ
ネナド・ジモニッチ（Nenad Zimonjić, セルビア語: Ненад Зимоњић, 1976年6月4日 - ）は、セルビア・ベオグラード出身の男子プロテニス選手。身長190cm、体重91kg、右利き。長年にわたりダブルスのスペシャリストとして活動してきた。これまでにATPツアーでダブルス54勝を挙げる。彼には“Ziki”（ジキ）“Zimo”（ジモ）“Zimone”（ジモーネ）などの愛称がある。の表記もみられる。
4大大会では男子ダブルス3勝、混合ダブルス5勝の計8勝を挙げている。自己最高ランキングはダブルス1位。

## 来歴
ジモニッチは父親が土木技師、母親は銀行員という家庭に生まれ、9歳からテニスを始めた。1995年にプロ入りし、直ちに男子テニス国別対抗戦デビスカップユーゴスラビア代表選手に選ばれる。ユーゴスラビア代表は2003年に解体するまで、デビスカップの2部に相当するヨーロッパ・アフリカ・ゾーンに属していた。国名は2004年からセルビア・モンテネグロとなり、となった。この間にチームは大幅にレベルを上げ、2006年に初めてワールドグループ・プレーオフへ進出した。モンテネグロ独立後の2007年からデビスカップセルビア代表となり、チームは2008年にワールドグループ初昇格を果たした。ジモニッチはユーゴスラビア → セルビア・モンテネグロ → セルビアの代表でデ杯に連続出場を続け、2010年にはセルビアの初優勝に貢献した。
ジモニッチは1999年2月のデルレイビーチ国際テニス選手権でマックス・ミルヌイとペアを組んでATPツアーダブルス初優勝を果たした。それ以来、彼は男子ツアーのダブルスで毎年タイトルを獲得し続け、ダブルスのスペシャリストとして世界的に知られるようになる。2001年全豪オープンで、彼は初めて男子ダブルス準決勝に進んだが、この時のパートナーはウェイン・アーサーズだった。

### 2004年～2007年 グランドスラム優勝
2004年全豪オープン混合ダブルスで、ジモニッチはエレーナ・ボビナとペアを組み、決勝でリーンダー・パエス/マルチナ・ナブラチロワ組を6-1, 7-6で破って最初のタイトルを獲得した。ジモニッチはセルビア出身の男子選手として最初の4大大会優勝者になった。半年後のウィンブルドン選手権男子ダブルスで、ジモニッチはユリアン・ノールと組んで決勝に進出したが、3連覇中のトッド・ウッドブリッジ/ヨナス・ビョルクマン組に1-6, 4-6, 6-4, 4-6で敗れて準優勝になった。
2006年から2008年まで、ネナド・ジモニッチは全仏オープン混合ダブルスでカタリナ・スレボトニクと組んで3年連続の決勝戦に進出した。2006年にはダニエル・ネスター/エレーナ・リホフツェワ組 6-3, 6-4で破って優勝したが、2007年と2008年は2年連続準優勝となる。2008年全豪オープン混合ダブルスで、ジモニッチは孫甜甜とペアを組んで2006年全豪オープン以来2度目の優勝を果たした。これで彼の4大大会混合ダブルス優勝は、全豪オープン2勝・全仏オープン1勝で総計「3勝」になる。この間に、彼は2006年ウィンブルドン選手権男子ダブルスでファブリス・サントロと組んで2年ぶり2度目の決勝進出があった。決勝ではブライアン兄弟に3-6, 6-4, 4-6, 2-6で敗れた。
2007年ウィンブルドン選手権まで、ジモニッチはサントロとペアを組み続けたが、同年10月から2010年までカナダのダニエル・ネスターとペアを組むようになる。ネスターは10年以上続けたマーク・ノールズとのペアを解消し、ジモニッチとの組み合わせを好むようになった。

### 2008年～ 世界ランキング1位
2008年にジモニッチとネスターは男子ツアーで年間5勝を獲得し、両者の宿願だったウィンブルドン選手権男子ダブルス初優勝も成し遂げた。ジモニッチにとっては2年ぶり3度目のウィンブルドン決勝で、2人はヨナス・ビョルクマン/ケビン・ウリエット組を7-6, 6-7, 6-3, 6-3で破って初優勝を決めた。ウィンブルドン優勝後、ジモニッチは北京五輪にセルビア代表選手として出場したが、ノバク・ジョコビッチと組んだ男子ダブルスは1回戦で敗退した。11月にはブライアン兄弟を抜いて自身初の世界ランキング1位に輝いた。
2009年ウィンブルドン選手権で、ジモニッチとネスターはブライアン兄弟を7-6, 6-7, 7-6, 6-3で破り、ウィンブルドン男子ダブルス2連覇を達成した。2010年もネスターとのペアで全仏オープンなど7勝を挙げたが2010年度限りでネスターとのペアを解消し、2011年からはミカエル・ロドラとペアを組んでいる。
シングルスでのジモニッチは、4大大会本戦出場は2度のみであるが、1999年ウィンブルドン選手権でグスタボ・クエルテンとの3回戦に進出したことがある。時折シングルスにエントリーを続けていたが、2009年2月の地元ベオグラードで行われたATPチャレンジャーツアーの大会が最後のシングルス出場になっており、現在はダブルスに専念している。

## 記録
全仏オープン 男子ダブルスと混合ダブルスの同時優勝
2010年。マイク・ブライアンも記録。
デビスカップワールドグループ最年長決勝進出「37歳5ヵ月」
2013年。

## 4大大会ダブルス優勝
- 全豪オープン 混合ダブルス：2勝（2004年・2008年） ［男子ダブルス準優勝1度：2010年］
- 全仏オープン 男子ダブルス：1勝（2010年）/混合ダブルス：2勝（2006年・2010年）
- ウィンブルドン 男子ダブルス：1勝（2008年）/混合ダブルス：1勝（2014年）
- 全米オープン 混合ダブルス準優勝1度：2005年

## 4大大会ダブルス成績
| 大会           | 1995 | 1996 | 1997 | 1998 | 1999 | 2000 | 2001 | 2002 | 2003 | 2004 | 2005 | 2006 | 2007 | 2008 | 2009 | 2010 | 2011 | 2012 | 2013 | 2014 | 2015 | 2016 | 2017 | 2018 | SR     |
| -------------- | ---- | ---- | ---- | ---- | ---- | ---- | ---- | ---- | ---- | ---- | ---- | ---- | ---- | ---- | ---- | ---- | ---- | ---- | ---- | ---- | ---- | ---- | ---- | ---- | ------ |
| 全豪オープン   | A    | A    | A    | A    | 1R   | 1R   | SF   | 2R   | 1R   | 2R   | 3R   | 1R   | QF   | QF   | 2R   | F    | QF   | 3R   | 2R   | SF   | 3R   | A    | 2R   | 1R   | 0 / 19 |
| 全仏オープン   | A    | A    | A    | A    | A    | 1R   | 1R   | A    | 2R   | 2R   | QF   | 1R   | SF   | F    | SF   | W    | SF   | QF   | 2R   | QF   | QF   | 3R   | SF   | A    | 1 / 17 |
| ウィンブルドン | A    | A    | A    | A    | 1R   | 1R   | 3R   | 3R   | 3R   | F    | QF   | F    | SF   | W    | W    | 2R   | SF   | 1R   | QF   | QF   | QF   | 3R   | A    | A    | 2 / 18 |
| 全米オープン   | A    | A    | LQ   | A    | 3R   | 3R   | 3R   | 3R   | 1R   | 2R   | 1R   | QF   | 2R   | 3R   | QF   | 3R   | 3R   | 1R   | 2R   | 3R   | QF   | 1R   | A    | A    | 0 / 18 |